# Rethera komarovi
Rethera komarovi is een vlinder uit de familie van de pijlstaarten (Sphingidae). De wetenschappelijke naam van de soort werd in 1885 gepubliceerd door Hugo Theodor Christoph.